# ISO 3166-2:GT
ISO 3166-2:GT is een ISO-standaard met betrekking tot de zogenaamde geocodes. Het is een subset van de ISO 3166-2 tabel, die specifiek betrekking heeft op Guatemala. 
De gegevens werden tot op 27 november 2015 geüpdatet op het ISO Online Browsing Platform (OBP). Hier worden 22 departementen - department (en) / département (fr) / departamento (es) – gedefinieerd.
Volgens de eerste set, ISO 3166-1, staat GT voor Guatemala, het tweede gedeelte is een tweeletterige code.

## Codes
| Code  | Naam           |
| ----- | -------------- |
| GT-AV | Alta Verapaz   |
| GT-BV | Baja Verapaz   |
| GT-CM | Chimaltenango  |
| GT-CQ | Chiquimula     |
| GT-PR | El Progreso    |
| GT-ES | Escuintla      |
| GT-GU | Guatemala      |
| GT-HU | Huehuetenango  |
| GT-IZ | Izabal         |
| GT-JA | Jalapa         |
| GT-JU | Jutiapa        |
| GT-PE | Petén          |
| GT-QZ | Quetzaltenango |
| GT-QC | Quiché         |
| GT-RE | Retalhuleu     |
| GT-SA | Sacatepéquez   |
| GT-SM | San Marcos     |
| GT-SR | Santa Rosa     |
| GT-SO | Sololá         |
| GT-SU | Suchitepéquez  |
| GT-TO | Totonicapán    |
| GT-ZA | Zacapa         |